# Xerox
Xerox Corporation (произносится «Зи́рокс корпэре́йшн» [ˈzɪərɒks], в русскоязычных странах распространено транслитерированное произношение «Ксерокс», название фирмы происходит от др.-греч. ξερός [kseros] «сухой», так как применялась ксерография) — американская корпорация, один из мировых лидеров в области технологий печати и управления документами, пионер массового выпуска копировальных аппаратов. В 1958 году компания была переименована в Haloid Xerox, а в 1961 году — в Xerox Corporation. После приобретения в августе 1963 года компании Electro-Optical Systems, Inc. в Пасадене, штат Калифорния, там же располагались оптические лаборатории (Xerox Electro-Optical Systems позже вошла в состав Loral EOS). Подготовка технических специалистов для лабораторных и инженерных подразделений велась в Xerox Training Center в Лисберге, штат Виргиния.
Штаб-квартира компании расположена в городе Норуолк, штат Коннектикут, но большинство сотрудников продолжает находиться в городе Рочестер (Нью-Йорк), где фирма была основана в 1906 году.
Компания занимает 449-е место в списке Fortune Global 500 за 2011 год.

## История
Корпорация Xerox была основана Джозефом Чемберленом Уилсоном в городе Рочестер (штат Нью-Йорк) в США в 1906 году под названием Haloid Company и сначала занималась производством фотобумаги.
Компания выросла из семейного бизнеса. В межвоенный период, до и во время Второй мировой войны, компания Haloid была на задворках фотоиндустрии, номером один в которой являлась Eastman Kodak (расположенная в том же городе), обеспечивавшая 90 % мирового производства светочувствительной бумаги, в то время как Haloid занимала сегмент бумаги для профессиональных фотографов. Kodak являлась не только главным конкурентом, но и главным поставщиком сырья для Haloid — свыше половины бумаги-основы для производства копировальной и фотобумаги, а также весь нитрат серебра (второе по значимости сырьё в производстве светочувствительной бумаги) поставлялись ей Kodak. В перспективе, компании грозило не удержать даже позицию второго номера, поскольку на рынок после окончания войны готовились выйти DuPont и другие гиганты, которые обладали гораздо большими финансовыми, производственными и техническими возможностями. Будущий CEO компании Чарльз Питер Макколоу комментировал это следующим образом: «Haloid доставались объедки со стола Kodak».
И если в годы войны, Haloid как поставщику военного ведомства обязаны были поставлять сырьё, то после её окончания правительственные ограничения снимались и ничто более не останавливало Kodak от того, чтобы просто отсечь Haloid от поставок сырья, — Haloid неизменно оставалась в тени Kodak. Основатель компании, Джо Уилсон впоследствии вспоминал, что родился вблизи промзоны Kodak, провёл детство под двумя высокими дымовыми трубами кодаковской фабрики, которые, по его словам, довлели над ним «как пирамиды над египтянами». Кроме того, с окончанием войны неминуемо упали объёмы государственных военных заказов, составлявших основной доход последних лет. За военное десятилетие продажи почти удвоились: с 3,9 млн в 1940 до 9,7 млн в 1949, хотя чистая прибыль за тот же период выросла только на 30 %. Прогнозы Уилсона оправдались, и с окончанием войны правительственные заказы упали во много раз, одновременно поднялись цены на серебро и оплату труда работников
В течение военного времени само существование компании напрямую зависело от государственных военных заказов. В это время рука помощи пришла в виде Баттельского мемориального института в Колумбусе, штат Огайо, который стал вторым после Министерства обороны (а после спада в сегменте оборонзаказов главным) заказчиком продукции компании. Институт нуждался в поставщике фотобумаги и расходных материалов, поскольку был назначен головным учреждением в развитии национальной программы электрофотографии.
Весной 1947 года командование войск связи обратилось через Баттель к компании с инициативой разработки «сухой фотографии» (dry photo), то есть техники и технологии сухой обработки фотоплёнки (в период войны и после неё войска связи выступали важным заказчиком фотокопировального оборудования производства Haloid).
В 1947 году компания приобрела патент копировального устройства, изобретённого Честером Карлсоном. Копирование документов получило название Xerography или ксерокопирование — выражение, устоявшееся в русском языке (от др.-греч. ξηρός «сухой» и γράφω «пишу»), а само устройство Карлсон предложил назвать xerox (зирокс). Первый копир — Model A — был выпущен в 1949 году.
Другим подспорьем явилась начавшаяся вскоре Корейская война, которая дала компании время на передышку и спасла от банкротства. Серия военных заказов периода Корейской войны стала стимулом для разработки целого ряда ноу-хау и технических решений компании. Ко времени её окончания, в 1953 году компания представила новый продукт — принтеры непрерывной печати «копифло» (Copyflo) со скоростью печати 20-30 футов в минуту. Машина размером с печатный пресс была необходима многочисленным учреждениям ВПК США для организации производства, копирования чертежей и технической документации.
В период Холодной войны военные заказы были основным двигателем научно-исследовательской и опытно-конструкторской работы компании, позволяя «вытягивать» на себе разработку товаров для бизнеса и гражданского рынка. Именно военные заказы, по признанию Джо Уилсона, стали критическими в разработке технологии ксерографии. В 1951 году ксерография получила дополнительный толчок после того как Баттель и командование войск связи заявили о начале разработки «электронного фотоаппарата», устойчивого к таким факторам, как вспышка ядерного взрыва. В дальнейшем, термин «ксерография» стал собирательным названием для целого ряда производных технологий
В 1940-е — 1950-е годы военные заказы были главным источником финансирования НИОКР и прибыли компании вообще. Так, в 1951 году 35 % от общей суммы продаж ($13 млн) было поставками напрямую для военных. К 1960-м годам доля правительственных заказов снизилась до 10 % в совокупном доходе компании, но тем не менее военный сектор продаж оставался важным направлением деятельности. Целый ряд конверсионных продуктов, изначально разрабатывавшиеся для военных нужд, нашли впоследствии применение в профессиональной и любительской фотографии. Компания участвовала в различных секретных исследовательских проектах для Армии и ВВС и стала зависимой от любых изменений военного бюджета в части касающейся закупок её продукции, к примеру, снижение расходов из бюджета ВВС на нужды воздушной разведки означало автоматические убытки компании. Кроме того, география международной деятельности Xerox следовала по пятам за американским военным присутствием за рубежом, к примеру южнокорейский филиал Fuji Xerox был создан в августе 1966 года специально для обслуживания оргтехники и печатно-копировального оборудования штаба 8-й армии и контингента вооружённых сил США в Корее, затем расширив свою деятельность за счёт продажи продукции и предоставления услуг для бизнеса и гражданского населения Южной Кореи.
На начальной стадии развития рентгеновской техники, компания конкурировала с производителями последней, пытаясь совместно с General Electric продвинуть
свою технологию ксерорадиографии (xeroradiography) для военных, промышленных и медицинских нужд, от инженеров GE требовалось подогнать технологию под простой и дешёвый ксерографический процесс, который бы превосходил усовершенствованную плёночную рентген-фотографическую систему DuPont, но тщетно. В результате чего технологии ферромагнетографии, ксерорадиографии и производной от неё ксерорадиографической печати остались невостребованными.
В 1959 году выпущен первый автоматический офисный копир Xerox 914, который позволял копировать документы на простую бумагу. Устройство было настолько популярным, что в 1961 году прибыль компании составила около 60 млн долларов, а к концу 1965 года — более 500 млн. Именно специалисты Xerox в научном центре разработок в Пало-Альто придумали компьютерную мышь и графический интерфейс в персональных компьютерах — они применялись в ЭВМ Xerox Alto, называемой первым персональным компьютером в истории. Из-за дороговизны эта разработка не смогла завоевать рынок, но идеи Alto в дальнейшем были использованы компанией Apple.
На этом этапе основными партнёрами компании стали такие гиганты как GE, IBM, RCA, Bell & Howell. Для диверсификации источников дохода, компания расширила спектр деятельности и вышла далеко за пределы фотоиндустрии, включив в свой профиль такие направления деятельности как электроника и вычислительная техника, передовые отрасли научно-технической, такие как лазерные технологии и системы распознавания голоса и речи для вооружённых сил и АНБ. Совместно с P. R. Mallory & Co. Xerox занималась изготовлением микросхем. Для аналитических структур Департамента армии США Xerox проводила всестороннюю техническую оценку (Net Technical Assessment) советских государственных опытно-конструкторских и испытательных учреждений, полигонов и объектов военно-промышленной инфраструктуры.
С появлением у южновьетнамских партизан советских ПЗРК «Стрела-2» Xerox Electro-Optical Systems наряду с компаниями Sanders Associates и Hallicrafters
включилась в работу по созданию средств оптико-электронного подавления и средств постановки инфракрасных помех. Впоследствии, указанные устройства вошли в производство для самолётов и вертолётов гражданской авиации. Некоторые образцы стали особо популярными среди авиаперевозчиков, к примеру, станцией AN/ALQ-123 оснастила свои самолёты израильская авиакомпания «Эль Аль».
В сегменте лазерных технологий военного назначения корпорацией Xerox по заказу Управления материально-технического снабжения Армии США были разработаны симулятор демаскирующих эффектов стрельбы (для совершенствования навыков маскировки огневой позиции) и система лазерной имитации боя (для отработки навыков прицеливания и огневой подготовки в целом). Для Управления вооружения ВМС США были разработаны аналогичные системы лазерной имитации вооружения флота и палубной авиации. Указанный сегмент обеспечивал корпорации контракты на многие десятки миллионов долларов. Конверсия по-прежнему играла важную роль, так побочным продуктом исследований в области лазерных технологий для обороны стало создание средств гигиены полости рта и ухода за зубами.
Для налаживания обратной связи Xerox с конечными пользователями продукции военного назначения была введена корпоративная политика всеобщего управления качеством.
В 1970-х гг. корпорация настолько расширила свою деятельность, что вошла в сферу космических технологий связи, в частности занималась разработкой коммерческой спутниковой системы передачи данных Xten, которая бы позволила рассредоточенным офисам компании в различных городах, штатах и странах свободно обмениваться любой информацией в режиме онлайн посредством офисных радиопередатчиков и нескольких спутников связи. В проект было вложено свыше $30 млн прежде чем руководство корпорации распорядилось свернуть его в июне 1981 года в пользу более насущных статей расходов. К концу 1980-х стала монопольным оператором системы электронного документооборота CALS (Computer-aided acquisition and logistics support), которая была обязательной к подключению для любых подрядчиков ВПК США, как национальных, так и иностранных, — без подключения к системе Министерство обороны США не заключило бы контракта с потенциальным кандидатом на предоставление каких-либо услуг или закупку продукции.
В начале 1970-х гг. инженерами Xerox был разработан цветной копировальный аппарат (копир), который решено было представить общественности в 1973 году. В июне 1975 года исследовательский центр в Пало Альто завершил разработку нового лазера на арсениде галлия с высококоллимированным пучком, который имел потенциал для применения в сфере оптической локации и волоконно-оптической связи. В 1977 году корпорация вывела на рынок Xerox 9700 — первый коммерчески доступный программируемый принтер (intelligent printer).
В третьем квартале 2001 года Xerox понесла чистые убытки в размере 211 млн долларов, а их доход упал на 13% до отметки в 3,9 млрд долларов (в третьем квартале 2000 года он составлял 4,5 млрд долларов). Падение доходов этой компании и многих других стало одним из последствий терактов 11 сентября 2001 года.
В 2004 году в Xerox приняли новый корпоративный логотип — XEROX®, заменивший логотип «The Document Company — Xerox» и «цифровой» логотип X — маркетинговый знак, принятый в 1994 году.
8 января 2008 года компания впервые за 40 лет сменила свой графический логотип, на котором появился красный шар со строчной буквой X.
В 2018 году Xerox Corporation была поглощена японской компанией Fujifilm. Сделка стоимостью 18 млрд долларов позволила компаниям добиться значительной экономии затрат, в том числе за счет увольнения 20 % сотрудников.  Сделка директорами Xerox была воспринята негативно. Было объявлено, что председатель Роберт Киган, генеральный директор Джефф Джейкобсон и четыре других директора уйдут в отставку. 4 мая Xerox отказалась от сделки после невыполнения условий о прекращении судебного разбирательства. Инвесторы Карл Икан и Дарвин Дисон, устроившие прокси-борьбу против сделки с Fujifilm, ответили открытым письмом к акционерам, обвиняя совет и менеджмент. 13 мая была заключена новая сделка, которая окончательно отменила сделку с Fujifilm.
В ноябре 2019 года Xerox начала преследовать враждебное поглощение производителя компьютеров и принтеров HP Inc., заявив о своём намерении «напрямую взаимодействовать» с акционерами после того, как HP отклонила две запрошенные заявки на приобретение компании. В январе 2020 года Xerox заявила, что будет добиваться замены платы HP. HP раскритиковала и расценила предложенную покупку как «ошибочный обмен ценностями, основанный на завышенной синергии», а также ввела план защиты прав акционеров и другие меры, призванные отменить предложение. Компания даже посчитала, что оно было организовано Иканом.
В начале октября 2021 года Xerox сообщил о покупке компании Competitive Computing.
В конце декабря 2024 года компания Lexmark объявила, что корпорация Xerox покупает компанию за $1,5 млрд, а закрытие сделки ожидается во второй половине 2025 года.

## Слияния и поглощения
В сентябре 2009 года Xerox объявила о приобретении американской IT-компании Affiliated Computer Services (ACS) с оборотом более 6 млрд долл. в год. Сумма сделки, как ожидается, составит 6,4 млрд долл.

### Региональные филиалы и подразделения
- Rank Xerox Ltd, Марлоу, Бакингемшир
- Fuji Xerox Co.

## Собственники и руководство
Основные владельцы акций компании — институциональные инвесторы (87,2 %), крупнейшие из которых Dodge & Cox (9,6 %), Neuberger Berman (8,2 %), State Street Global Advisors (7,5 %), BlackRock Investment Management (5 %). Часть акций компании обращается на бирже (биржевой тикер NYSE: XRX).
Председатель совета директоров — Энн Малкей (Anne Mulcahy). Главный исполнительный директор — Урсула Бернс (Ursula Burns).

## Деятельность

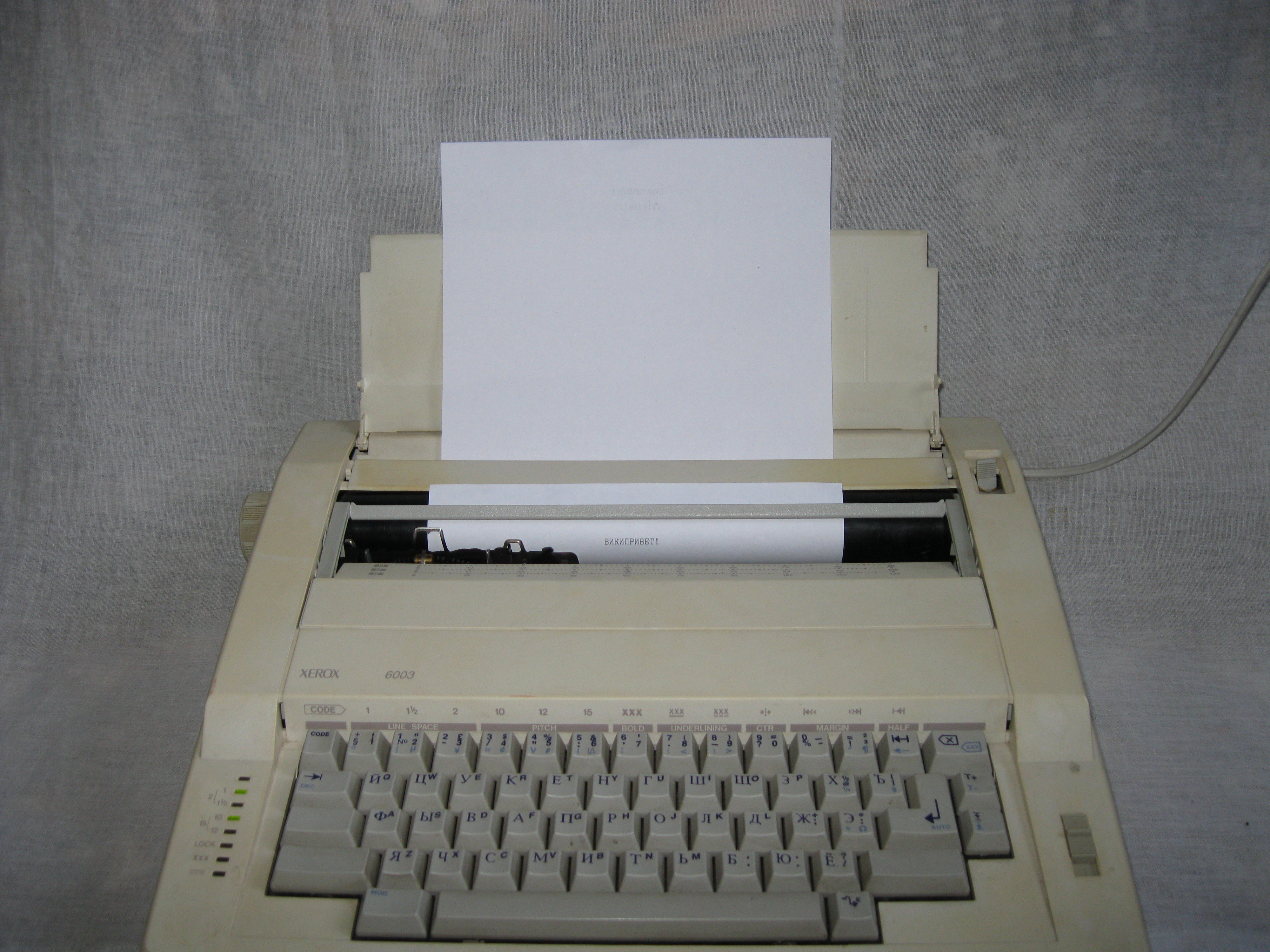
Один из продуктов — печатная машинка Xerox 6003

В настоящее время Xerox Corporation работает более чем в 160 странах мира, выпуская свыше 200 наименований продукции. Несмотря на то, что название компании является едва ли не синонимом копировального автомата, кроме копиров и расходных материалов к ним Xerox выпускает принтеры, контроллеры печати, сканеры, а также бумагу и материалы для печати и программное обеспечение.
Численность персонала компании — 136 тыс. человек (2011 год). Выручка за 2008 год — 17,6 млрд долл.,
чистая прибыль — 230 млн долл. По итогам 2020 года Xerox зафиксировала выручку в размере 7,02 млрд. долларов.

### Xerox в СССР
Корпорация Xerox была пионером на советском рынке копировальных аппаратов: в 1968 году прошла первая выставка, в 1974 году открыто представительство в Москве. В результате по сей день в разговорном языке все копировальные аппараты (независимо от производителя) часто называют ксероксами, а фотокопии, полученные на таких аппаратах — ксерокопиями, или также ксероксами. Также в просторечии можно встретить производный глагол: ксерить (несов.), отксерить (сов.), а также причастие: отксеренный. Интересно, что в Монголию первой начала поставлять копировальную технику фирма Canon («Кэнон»), в результате это слово прижилось в монгольском языке, и все копировальные аппараты в этой стране называются «канон».

## Продукция

### Офисное оборудование
Копировальные аппараты
Принтеры
Факсы

### Электронно-вычислительная техника
Аналоговые компьютеры
Цифровые компьютеры
- Xerox 500
- Xerox 820
- Xerox 6060
- Alto
- Daybreak
- Dynabook
- NoteTaker
- Sigma
- Sigma 2
- Sigma 3
- Sigma 4
- Sigma 5
- Sigma 6
- Sigma 7
- Sigma 8
- Sigma 9
- Star

### Продукция военного назначения
- Ночные прицелы с дальномерными сетками для ПТРК TOW (Армия)[48]
- Устройства мгновенной печати топографических карт для штабов и органов управления дивизионного, корпусного и армейского звена QRMP (Quick Response Multicolor Printer) с производительностью 70 карт/час (Армия)[49][50]
- Аппаратура мгновенной проявки снимков высокого разрешения со средств воздушной разведки (ВВС)[51]
- Тонкоплёночные жидководородные датчики давления (НАСА)[52]
- Симулятор демаскирующих эффектов стрельбы из противотанкового оружия — ракетных комплексов и гранатомётов ATWESS (Antitank Weapons Effects Signature Simulator) (Армия)[31]
- Системы лазерной имитации боя винтовки M16, пулемётов M2, M60 и M240, гранатомётов M72 и XM132, противотанковых ракетных комплексов M47 и M220, танковых пушек и танковых пулемётов для основных боевых танков M551, M60A1 и M60A3. Кроме перечисленных были разработаны системы лазерной имитации мин и инженерных боеприпасов, артиллерии, зенитного вооружения, вооружения вертолётов и самолётов, а также оружия вероятного противника, — СССР и ОВД (Армия/ВМС/ВВС)[53]
- Системы лазерной имитации боя корабельных зенитных ракетно-артиллерийских комплексов и УРВП систем управления вооружением летательного аппарата для подготовки операторов бортового вооружения палубной авиации (ВМС)[54]
- Системы лазерной имитации стрелкового и танкового вооружения флота и морской пехоты MAGLAD (Marksmanship and Gunnery Laser Devices) (ВМС)[55]
- Бортовая станция оптико-электронных помех инфракрасного диапазона AN/ALQ-123 для предотвращения обстрела самолёта-носителя зенитными управляемыми ракетами с оптическими и инфракрасными головками самонаведения (ВМС)[56].
- Жидкокристаллический дисплей с активной матрицей Eagle-19 — самое крупное устройство такого типа в Северной Америке. Предназначен для оснащения военной техники: самолётов ДРЛО Grumman E-2C Hawkeye и авиационных комплексов радиообнаружения и наведения Boeing E-767 (ВВС); ракетных крейсеров типа «Вирджиния» и «Тикондерога» и других, интегрированных в систему AEGIS (ВМС); семейства боевых машин «Брэдли» (Армия)[57]
- Программно-аппаратные комплексы боевых информационно-управляющих систем типа WWMCCS[англ.] (МО)